# Геннард
Геннард (нід. Hennaard, фриз. Hinnaard) — село в нідерландській провінції Фрисландія. Входить до муніципалітету Південно-Західна Фрисландія.
Його площа становить 2,33км², а населення станом на 2021 рік складало 50 осіб.
Перша згадка про населений пункт датується 1319 роком.